# (1233) Kobresia
(1233) Kobresia és l'asteroide número 1233 situat en el cinturó principal. Va ser descobert per l'astrònom Karl Wilhelm Reinmuth des de l'observatori de Heidelberg, Alemanya, el 10 d'octubre de 1931. La seva designació alternativa és 1931 TG2. Està anomenat per la Kobresia, un gènere de plantes de la família de les ciperàcies.